# Ephesia nigripicta
Ephesia nigripicta är en fjärilsart som beskrevs av Embrik Strand 1914. Ephesia nigripicta ingår i släktet Ephesia och familjen nattflyn. Inga underarter finns listade i Catalogue of Life.